# Agogó

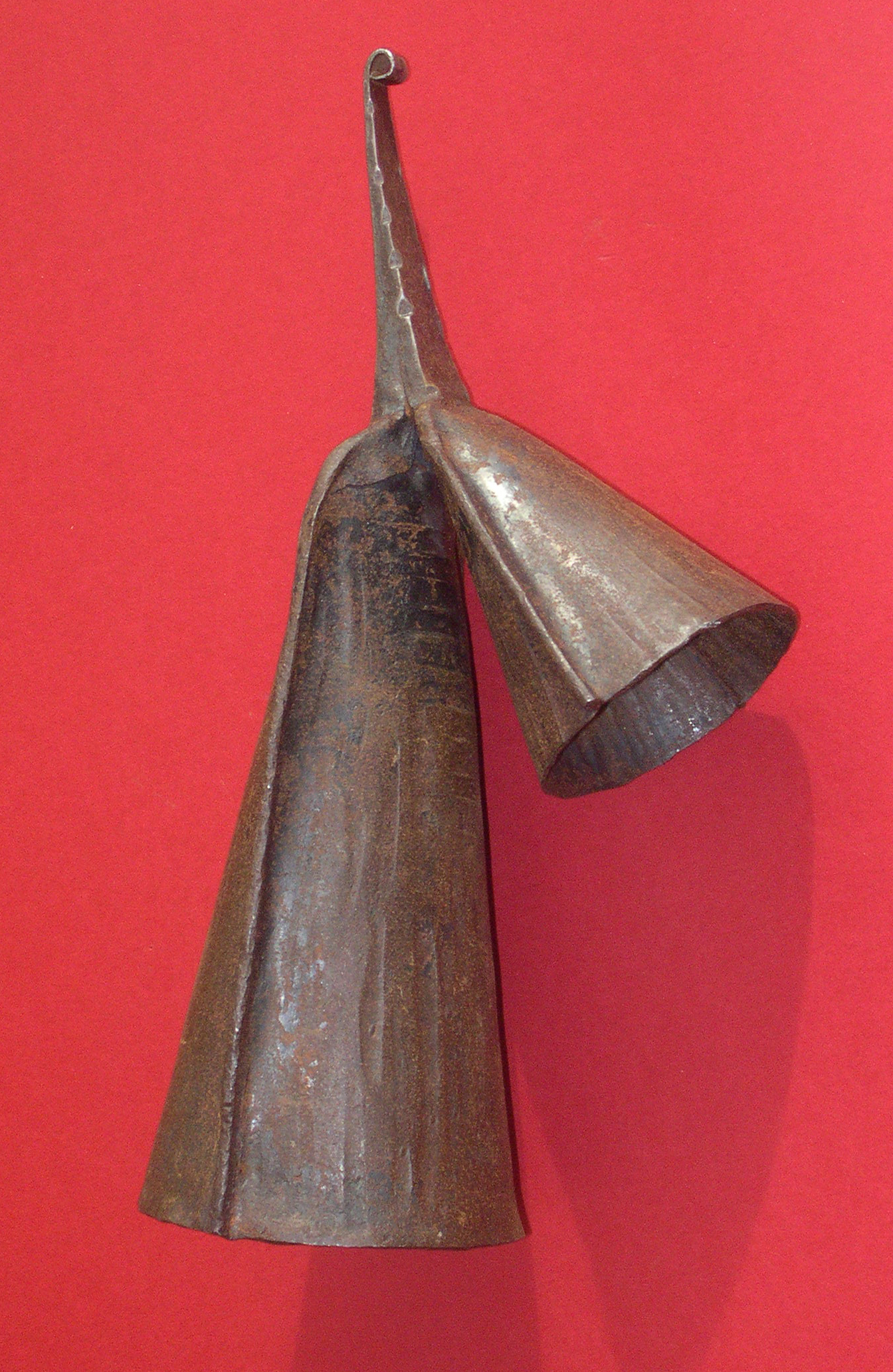
Agogó africano.

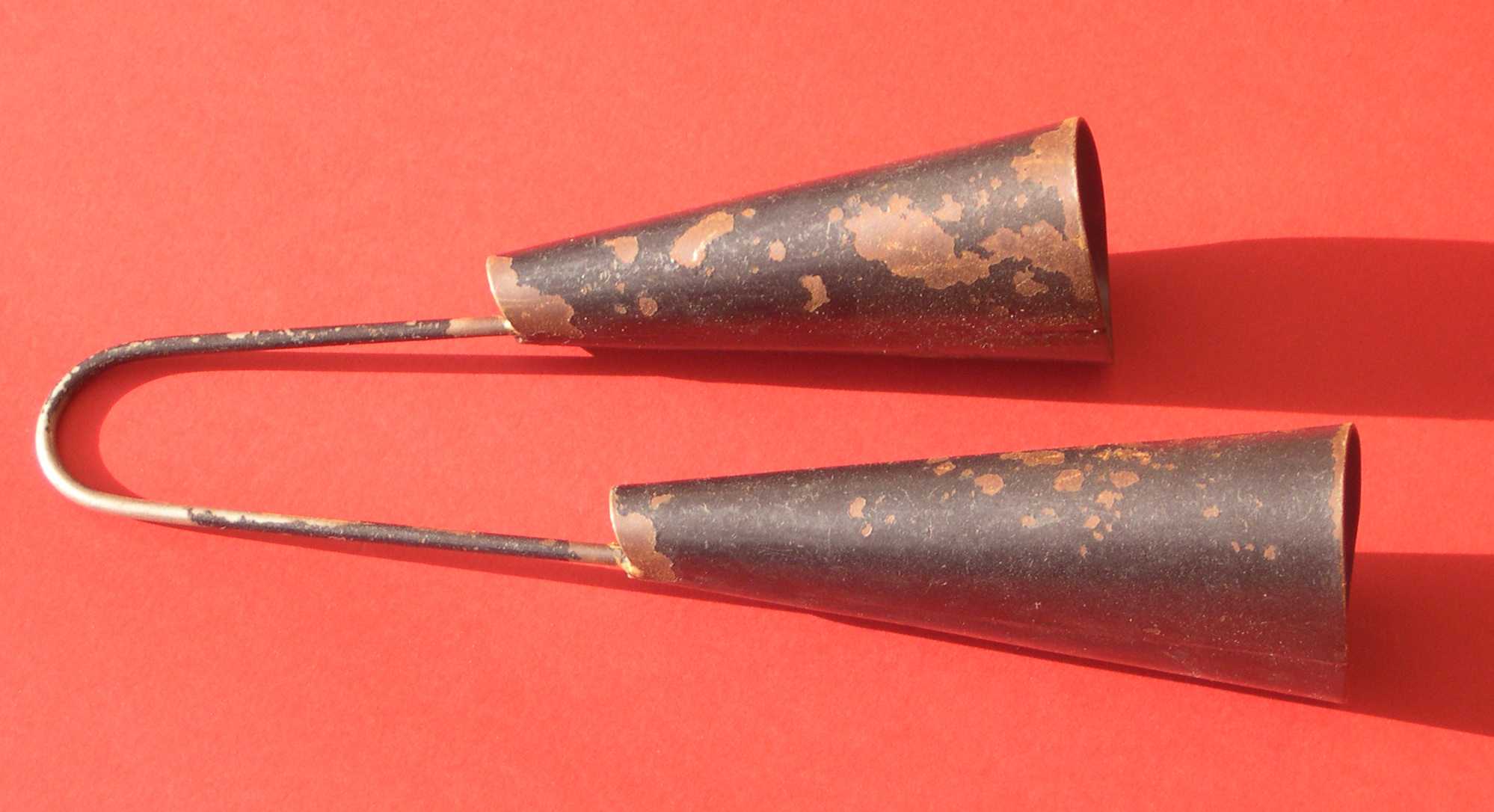
Agogó moderno.

Un agogó (que significa gong o la campana en yoruba) es un instrumento de pequeña percusión en forma de campana simple o múltiple.
Es usado en todo el mundo. Sus orígenes se encuentran en la música yoruba tradicional y también en las baterías de samba (conjuntos de percusión).
El agogó puede ser el instrumento de samba más viejo y estaba basado en las campanas yoruba simples o dobles del África occidental.

## Afinacion
La afinación más frecuente es la cuarta (el intervalo de las sirenas de policía). No tan extendido es el intervalo en tercera. Muy pocos agogós están afinados correctamente. 